# Jimmy Savile
James Wilson Vincent "Jimmy" Savile, född 31 oktober 1926 i Leeds, West Yorkshire, död 29 oktober 2011 i Leeds, West Yorkshire, var en brittisk programledare i radio och TV. 
Han var bland annat DJ och radioman vid Radio Luxembourg och BBC Radio 1. Under en följd av år var han programledare för musikprogrammet Top of the Pops i TV.

## Anklagelser om brott
Genom en ITV-dokumentär som sändes i oktober 2012 anklagades den då avlidne Savile för fleråriga sexuella ofredanden och övergrepp mot tonårsflickor han kom i kontakt med, vilket ledde till att Scotland Yard startade en utredning. Efter att utredningen inletts hade över 450 personer hört av sig till polisen med anklagelser mot Savile. Rykten om Savile och unga flickor hade florerat redan sedan 1960-talet men alltid avfärdats. Efter skandalen togs flera monument till hans ära bort, och platser och organisationer som namngetts efter honom bytte namn eller lades ner.

## Utmärkelser
- Officer av Brittiska imperieorden,  1972[7]
- Riddare av Order pro Merito Melitensi,  1977[8]
- Knight Bachelor,  1990[9]
- Kommendör av Gregoriusorden,  1990[10]

[Redigera Wikidata]